# Stereopsidales
Stereopsidales là một bộ nấm trong lớp Agaricomycetes. Bộ nấm này được miêu tả khoa học lần đầu tiên vào năm 2014 với một chi duy nhất kèm theo là Stereopsis.